# Cayos de las Cinco Leguas
Cayos de las Cinco Leguas es un conjunto de islas deshabitadas que pertenecen a la República de Cuba, administrativamente pertenecen a la provincia de Matanzas, específicamente en el Municipio Martí y geográficamente forman parte del archipiélago de Sabana-Camagüey entre la bahía de Cárdenas (norte) y la bahía de Santa Clara (sur). Poseen una superficie de 36,11 km² y se encuentran en las coordenadas geográficas 23°08′31″N 80°53′20″O / 23.14194, -80.88889. Se trata de un Refugio de Fauna desde el año 1992 debido a que posee 95 especies de Flora y 256 especies de Fauna.